# Simpson Horror Show VI
Le Simpson Horror Show VI (France) ou Spécial d'Halloween VI (Québec) (Treehouse of Horror VI) est le 6e épisode de la saison 7 de la série télévisée d'animation Les Simpson.

## Synopsis

### L'attaque des «gâche la vue» géants
Une nuit d'orage, des publicités géantes prennent vie. Une d'entre elles poursuit Homer, qui lui a volé son donut géant. Les publicités sont révoltées et détruisent la ville et ses habitants. Pour les neutraliser, Lisa fait appel aux créateurs de ces publicités, Van Brunt & Churchill Advertising. La seule façon de les « tuer » est de ne pas les regarder. Ils écrivent une chanson pour distraire les gens interprétée par Paul Anka. Les monstres sont ainsi neutralisés.

### Cauchemar sur Evergreen Terrace
Willie le jardinier, mort dans un incendie à cause de la négligence de l'école et des parents d'élèves, décide par vengeance de poursuivre les enfants de l'école primaire dans leurs rêves pour les tuer.

### Homer³
Pour échapper à Patty et Selma, Homer se cache derrière une étagère et se rend compte que le mur derrière l'étagère semble déboucher sur une autre dimension. Un peu plus tard, comprenant qu'il se fera sans doute prendre s'il reste, il décide de le traverser et se retrouve dans un monde en trois dimensions (l'univers normal est pour lui en deux dimensions). Après avoir passé quelque temps dans cette dimension parallèle, il jette un cône au sol qui crée un trou noir aspirant ce monde en trois dimensions. De leur côté, les autres Simpson, accompagnés d'autres personnages, finissent par comprendre grâce à Frink, qu'Homer est tombé dans la « troisième dimension ». Bart décide alors d'aller sauver son père mais n'y parvient pas, et Homer tombe dans le trou noir. Timothy Lovejoy, le prêtre, tente de rassurer Marge en lui disant que son mari est « parti dans un monde meilleur ». Ce dernier tombe dans le monde réel (en prise de vue réelle). Au début, il est apeuré, mais se calme peu à peu, alors que les gens l'observent en voyant sa différence jusqu'à trouver une boutique de gâteaux érotiques. Il y entre, et l'épisode se termine sur cette scène.

## Invités
- Paul Anka dans son propre rôle